# Monodontomerus kazakhstanicus
Monodontomerus kazakhstanicus is een vliesvleugelig insect uit de familie Torymidae. De wetenschappelijke naam is voor het eerst geldig gepubliceerd in 2000 door Grissell & Zerova.